# Ralph Gomberg
Ralph Gomberg   (18 de juny de 1921 - 9 de desembre de 2006) va ser l'oboista principal de l'Orquestra Simfònica de Boston durant 37 anys (1950-1987). El seu germà Harold va ocupar la mateixa càtedra amb la Filharmònica de Nova York durant gran part del mateix període (1943-1977).
Ralph Gomberg va néixer al West End de Boston, Massachusetts, el més petit de set germans dotats musicalment. La família es va traslladar a Filadèlfia perquè un dels nois, Robert, pogués estudiar violí al Curtis Institute of Music, on havien escoltat que els estudiants havien estat admesos per mèrits i es van deixar sense matrícula. Als 14 anys, Gomberg també va començar a estudiar al Curtis amb el llegendari oboista Marcel Tabuteau, que també havia ensenyat al seu germà Harold. Ralph va ser l'estudiant més jove acceptat per Tabuteau. Es va graduar de Curtis, igual que quatre dels seus germans abans que ell.
Als 18 anys, Gomberg es va convertir en el primer oboista de l'orquestra juvenil americà dirigida per Leopold Stokowski. Després va ser reclutat el 1941 per Eugene Ormandy per tocar a la Marina dels Estats Units a Baltimore. Després d'un any, va marxar a Los Angeles per tenir cura d'un germà malalt. Estant allà, va rebre una trucada d'un jove director de direcció de Nova York anomenat Leonard Bernstein que buscava un primer oboista per a la seva City Center Orchestra i el va contractar per telèfon. Mentre tocava a la City Center Orchestra de Nova York, Gomberg també va tocar a la Mutual Broadcasting Orchestra, va co-fundar el New York Woodwind Quintet i va co-fundar els Boston Symphony Chamber Players.
El 1950 es va unir a l'Orquestra Simfònica de Boston i va ocupar la principal cadira d'oboè amb la BSO durant 37 anys abans de retirar-se. També va treballar a la facultat de la Universitat de Boston, al "New England Conservatory" i al "Tanglewood Music Center" com a professor adjunt. Molts dels seus antics estudiants actuen ara a les principals orquestres simfòniques de tot el món, inclosa la Chicago Symphony, la Saint Louis Symphony, la San Francisco Symphony, la Toronto Symphony, lOrquestra Simfonica de Barcelona, els Boston Pops i la Israel Philharmonic.
Va morir als 85 anys en un hospici de Massachusetts, d'esclerosi lateral primària. La seva dona, Sydelle, era directora de la Boston Ballet School, l'escola de la Boston Ballet Company.